# Giovanni Battista Fiorini

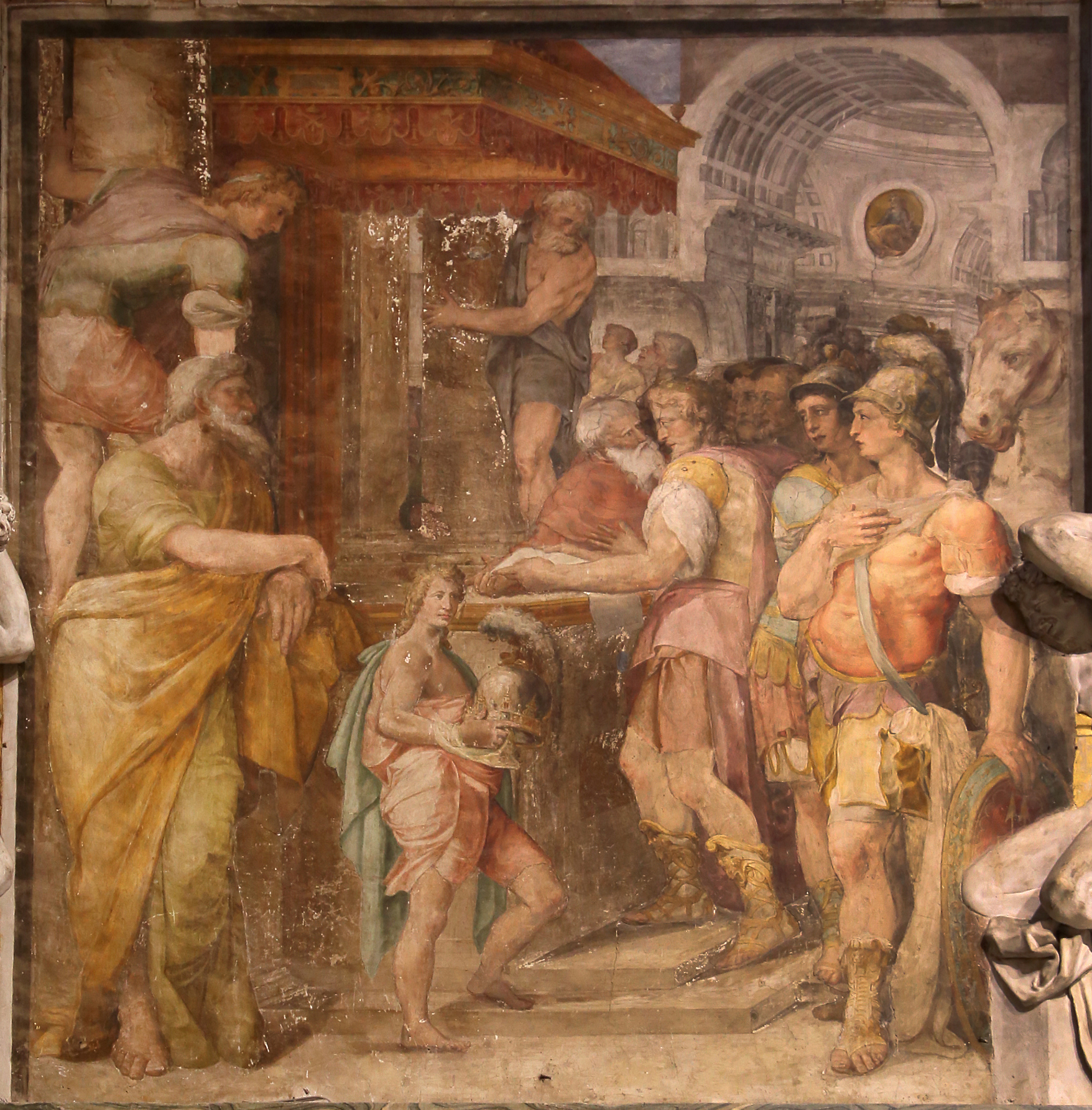
Affresco nella Sala Regia

Giovanni Battista Fiorini, talvolta indicato come Giovan Battista Fiorini, (... – 1600 ?), è stato un pittore italiano del Rinascimento.

## Biografia
Poco si conosce di questo artista se non che era figlio di un non meglio determinato Gabriele, anch'esso pittore, che sarebbe morto già prima della nascita del figlio. Le prime notizie sul suo conto risalgono al 1565, quando risulta impegnato a dipingere a Roma in Vaticano.
Le fonti registrano un pagamento del "9 febbraio 1565, a M. G.B. Fiorini pittore da Bologna, scudi 30 di moneta a buon conto et principio di pagamento di un quadro di pittura nella Sala Regia a man sinistra della Cappella Paolina dove si fa la spetieria", precisando che lo stesso "fin dall'anno precedente aveva lavorato nel Palazzo Apostolico".
Questo non fu, quasi certamente, il suo unico lavoro alla corte papale in quanto il suo nome ricorre, in data 1º settembre 1566, in un documento sulla vendita di un dipinto in qualità di perito, segno evidente che in quella data era ancora presente a Roma. Dopo questo episodio vi è un intervallo di circa dieci anni completamente vuoto, fino a quando, nel 1570, lo si trova a Bologna dove nel 1576 entra in società con il collega Cesare Aretusi. Nel periodo di circa vent'anni lavorò nella città felsinea soprattutto alla ristrutturazione della Cattedrale di San Pietro.
Risalente allo stesso periodo è una Natività della Vergine per la chiesa di San Giovanni in Monte, sempre a Bologna. Nel 1580 dipinse poi una pala d'altare dal titolo Processione di Gregorio Magno.
Dopo circa otto anni realizzò l'affresco per lo scalone del complesso di San Michele in Bosco e di cinque anni dopo una Deposizione di Cristo con i santi Benedetto e Francesco di Paola.
Diverse delle sue opere sono comunque andate perdute. Da alcune fonti risulta ancora in vita nel 1599 ma, viste le cattive condizioni di salute, dovrebbe essere morto di lì a poco. La cosa deriverebbe dal fatto che risultò assente alla riunione della Compagnia dei pittori svoltasi pochi mesi dopo.